# Grand-Pacific-Gletscher
Der Grand-Pacific-Gletscher ist ein 55 km langer Gletscher in British Columbia (Kanada) und Alaska (USA).

## Geografie
Der Gletscher hat sein Nährgebiet in Alaska nördlich von Mount Watson, in der Fairweather Range gelegen, im äußersten Süden der Eliaskette. Er strömt anfangs nach Norden parallel zur amerikanisch-kanadischen Grenze, wendet sich dann nach Osten. Er verläuft anschließend in British Columbia. Südlich des Grand Pacific Pass knickt er nach Süden ab und mündet im Glacier-Bay-Nationalpark in den Kopfbereich des Tarr Inlet, rund einen Kilometer nordöstlich des Margerie-Gletschers. Die letzten 1,5 km befinden sich wieder in Alaska.

## Gletscherentwicklung
Im Jahr 1992 bildeten die beiden Gletscher Grand-Pacific und Margerie noch eine gemeinsame Eisfront. Seitdem zog sich der Grand-Pacific zurück. Die Eisfront ist im Mittel 45 m oberhalb und 18 m unterhalb der Wasserlinie. Der seitliche Gletscherrand fällt bei Ebbe trocken. Die westlichen zwei Drittel der Eisfront stammen vom Ferris-Gletscher, der 3 km oberhalb des unteren Gletscherendes von Westen kommend in den Grand-Pacific-Gletscher mündet. Diese weisen eine Eisgeschwindigkeit von 450 m pro Jahr auf. Das östliche Drittel weist dagegen eine Geschwindigkeit von lediglich 45–55 m im Jahr auf (Schätzung aus den Jahren 1998/1999). Der östliche Rand der Gletscherfront zieht sich mit einer Rate von
10–20 m pro Jahr zurück. Der mittlere Teil weist eine jährliche Rückzugsrate von 10 m auf. Der schon trocken gefallene Westrand zieht sich mit einer Geschwindigkeit von 3–10 m pro Jahr zurück.

## Namensgebung
Ursprünglich benannt wurde der Gletscher 1879 von John Muir. 1892 hatte sich der Gletscher so weit zurückgezogen, dass H. F. Reid vom United States Geological Survey die Aufteilung der Eismassen in drei eigenständige Gletscher beschloss, für den nördlichsten und größten den Namen Grand Pacific beibehielt und den mittleren Johns-Hopkins-Gletscher nannte. Der südlichste und kleinste der drei bekam 1899 von der Harriman-Alaska-Expedition den Namen Reid-Gletscher.